# Nasi goreng pattaya

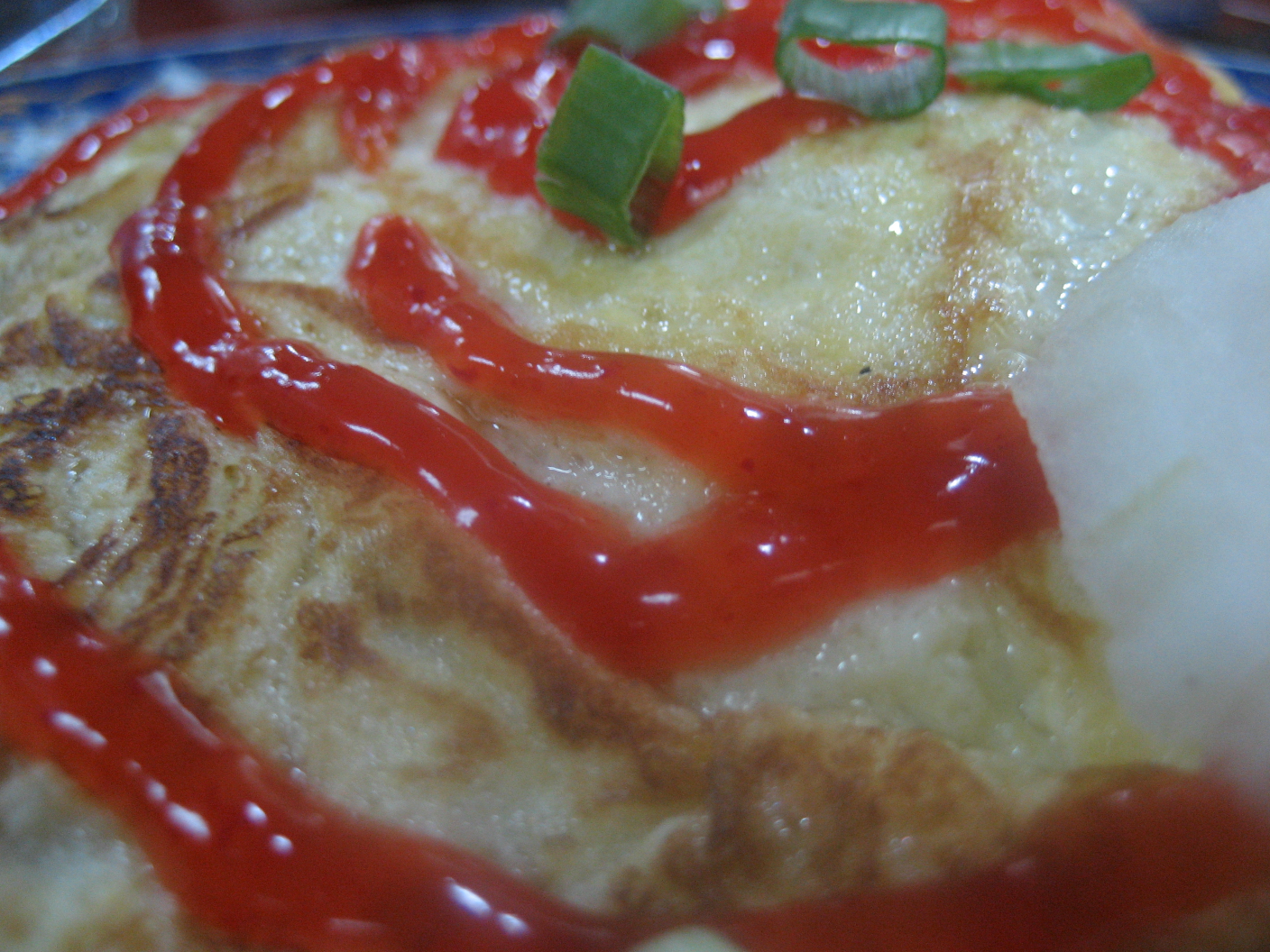
Un plato de nasi goreng pattaya en Nilai (Negeri Sembilan, Malasia).

El nasi goreng pattaya, o simplemente nasi pattaya, es un plato malayo elaborado cubriendo o enrollando arroz frito con pollo en huevo frito. A menudo se sirve con salsa picante, pepino o keropok. El nombre procede de Pattaya (Tailandia).
Existe un plato parecido en Japón llamado omuraisu, consistente en arroz condimentado con kétchup y envuelto en una fina capa de huevo batido frito.